# Zweeloo
Zweeloo (Drents: Sweel) is een esdorp in de gemeente Coevorden, in de Nederlandse provincie Drenthe. Zweeloo vormt samen met het buurdorp Aalden bijna een geheel. Aan de zuidkant vindt men het oude esdorp Oud-Aalden, met Saksische boerderijen die een beschermd dorpsgezicht vormen.
Zweeloo is sterk op toerisme ingesteld, als gevolg van de nabijheid van een bungalowpark en een golfterrein. Jaarlijks worden (sinds 1982) het muziekfestival "Sweelpop" en het paardensportevenement "Masters Springen" (sinds 2005) in Zweeloo georganiseerd.

## Geschiedenis
De vroegste sporen van bewoning van de regio dateren tussen de 7e en 3e eeuw v.Chr. Uit die periode zijn resten gevonden van vuurstenen gereedschappen en wapens. Vanaf ongeveer 3500 v.Chr. werd het gebied door boeren bewoond (zie: Trechterbekercultuur), die ook de hunebedden in de regio bouwden. Het gebied werd langzaam gecultiveerd en de culturen van de jager-verzamelaars en de boeren smolten ineen.
De esdorpen Meppen, Aalden, Benneveld, Wezup en ook Zweeloo zelf ontstonden rond 1500 v.Chr. op zorgvuldig gekozen plaatsen, waarbij rekening werd gehouden met de locatie van de graanakkers en de ligging van de beken. Diverse bodemvondsten, onder andere op de oude begraafplaatsen in de regio, tonen aan dat de huidige dorpen en gehuchten nog op dezelfde locaties liggen. Tevens werden diverse veenlijken aangetroffen (waaronder het Veenlijk van het Grebbeveen, ca. 2000 jaar oud) en graven, waaronder dat van de prinses van Zweeloo (vroege middeleeuwen). Vanaf ongeveer de 8e eeuw komt het gebied onder Frankisch bestuur, en wordt het christendom ingevoerd. Er worden houten kerken gebouwd, en de nieuwe begraafplaatsen worden bij die kerken gesitueerd. Hiervoor worden diverse reewegen aangelegd, voor het vervoer van de doden naar de kerk van Zweeloo.
In het begin van de 10e eeuw beleeft het christendom in de regio een nieuwe impuls, onder invloed van bisschop Radboud van Utrecht. Voor de parochie wordt een nieuwe (houten) kerk gebouwd. Die parochie bestond overigens uit slechts 26 boerderijen.
De bouw van de stenen kerk die nu nog in Zweeloo is te vinden startte in 1252.
In 1941 werd in Zweeloo een kamp en internaat ingericht, in eerste instantie voor de Arbeidsdienst, later in gebruik bij de Sicherheitsdienst. Nadat de Tweede Wereldoorlog was afgelopen was het kamp enige tijd in gebruik als detentiekamp voor politieke gevangenen, en in 1949 werd het ter beschikking gesteld van de Sociale Jeugdzorg. Sindsdien werden jaarlijks voor rooms-katholieke jongens van 8 tot 14 jaar drie kampen georganiseerd. In de jaren zestig verviel de rooms-katholieke signatuur en werden de kampen open voor alle gezindten. In de jaren zeventig werden de kampgebouwen vervangen door nieuwbouw. Begin jaren negentig werd het kamp opgeheven, en werd op de locatie een asielzoekerscentrum in gebruik genomen.
De gemeente Zweeloo heeft tot 1998 bestaan: sinds dat jaar wordt het dorp bestuurd vanuit Coevorden.

## Bezienswaardigheden
De protestantse kerk van Zweeloo dateert uit de 13e eeuw en staat op een verhoging aan de rand van het dorp. Het is een laat-romaanse zaalkerk met een dakruiter, die in de jaren 1929/1930 grondig is gerestaureerd. De 14e-eeuwse Mariaklok in de dakruiter duidt op een mogelijke wijding van de kerk aan Maria. Het interieur biedt een preekstoel uit 1709 en een doopvont van Bentheimer zandsteen dat even oud is als de kerk zelf.

## Kunstenaarsdorp

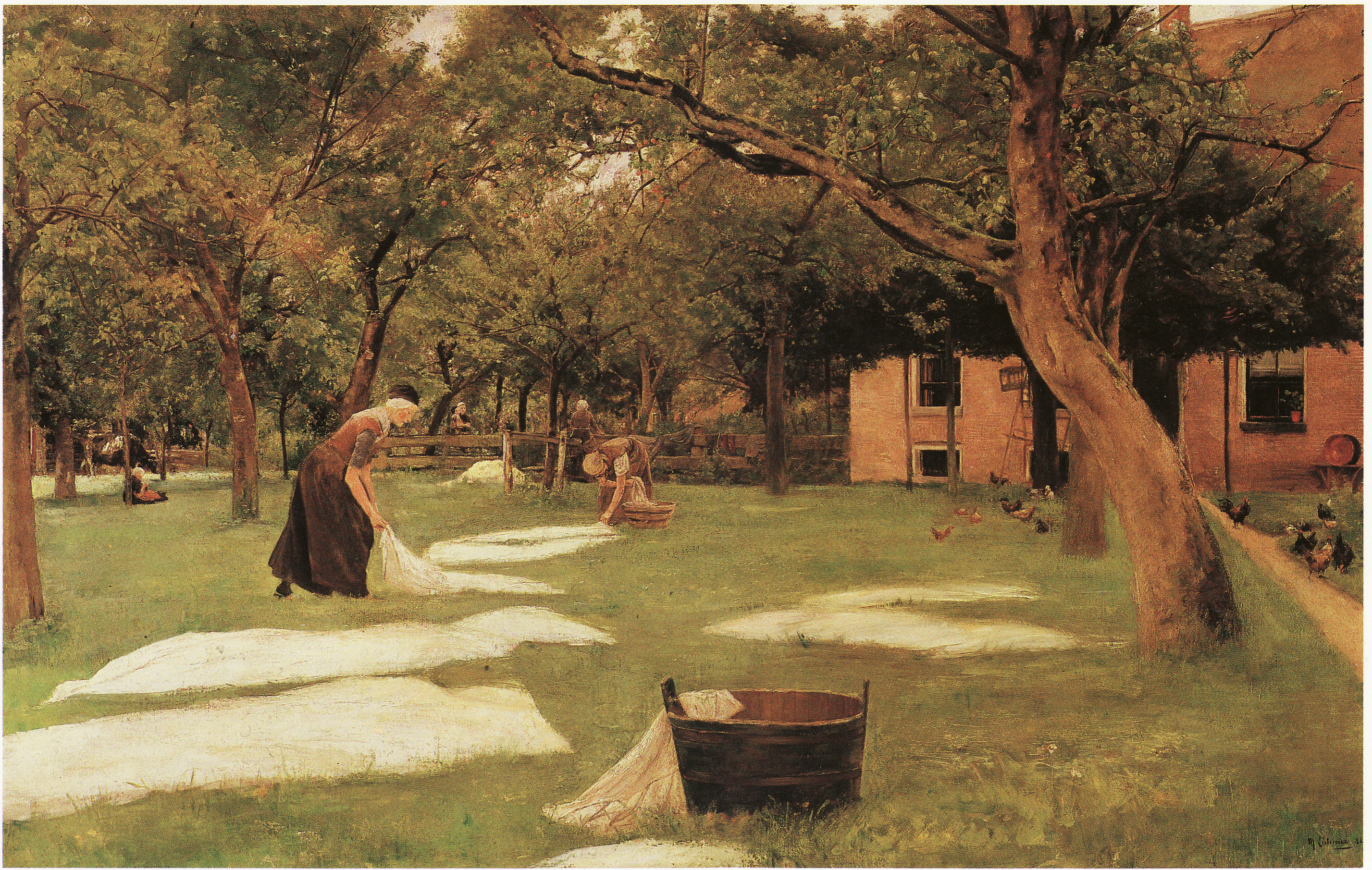
Max Liebermann: De bleek (Die Rasenbleiche, 1883)

Aan het eind van de negentiende eeuw werd het destijds nog zeer geïsoleerde boerendorp Zweeloo door verschillende kunstenaars bezocht: schilders als Max Liebermann en Vincent van Gogh lieten zich door het dorp inspireren. Sinds 2009 is Zweeloo als zesde dorp in Nederland aangesloten bij EuroArt, de Europese federatie van kunstenaarsdorpen.

## Sport
Zweeloo heeft jaren twee voetbalclubs gehad : VV ZBC (zondag) en SP Zweeloo (zaterdag). Sinds juli 2014 spelen zowel de jeugd als senioren onder de naam VV Sweel.

## Geboren
- Grada Eding-Askes (1903-1977), toneelschrijfster, voordrachtskunstenares en hoedster van de Drentse taal en cultuur
- Harry Been (1949), Nederlands sportbestuurder

## Fotogalerij

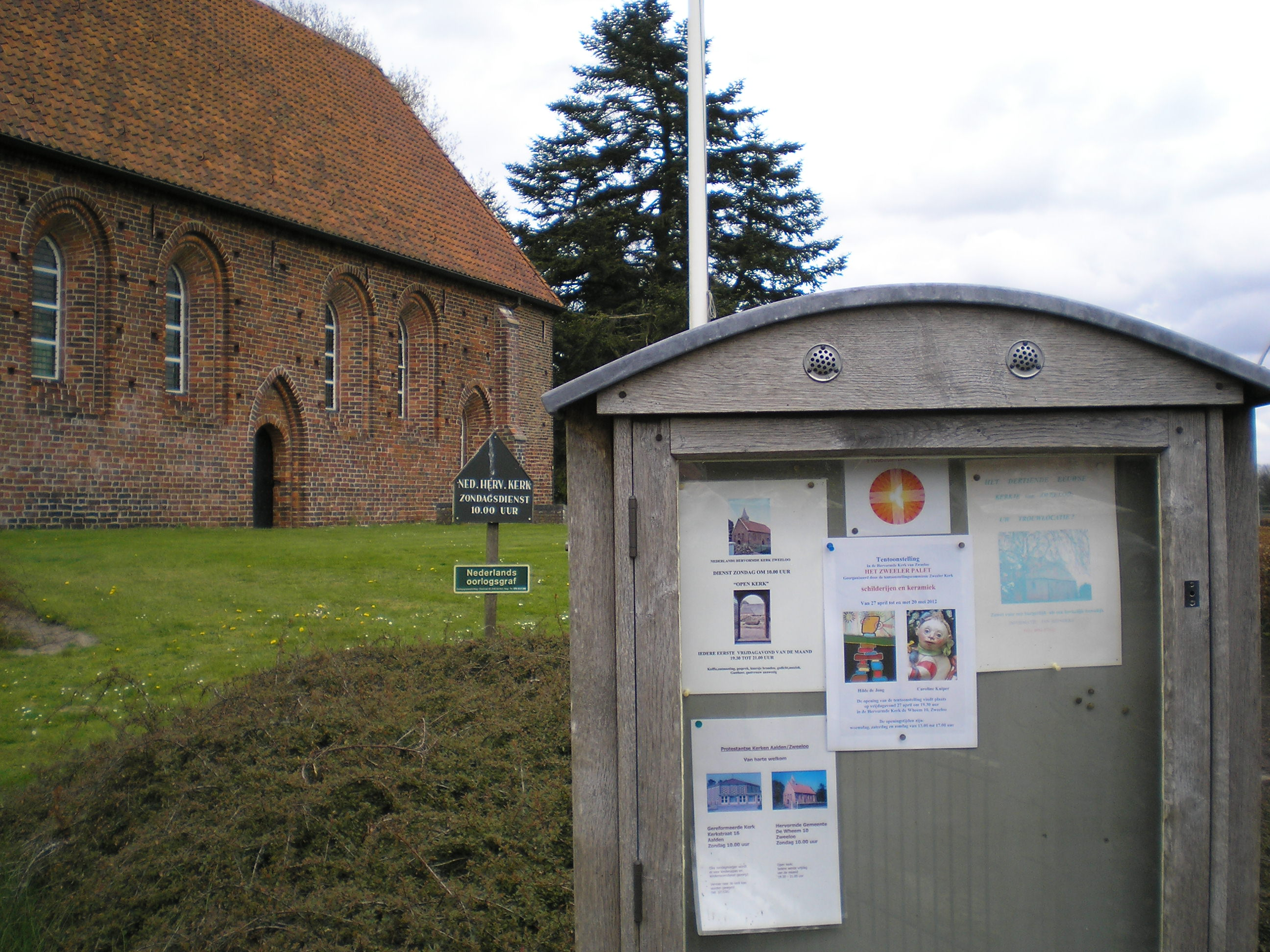
Hervormde kerk met het ernaast gelegen oorlogsgraf
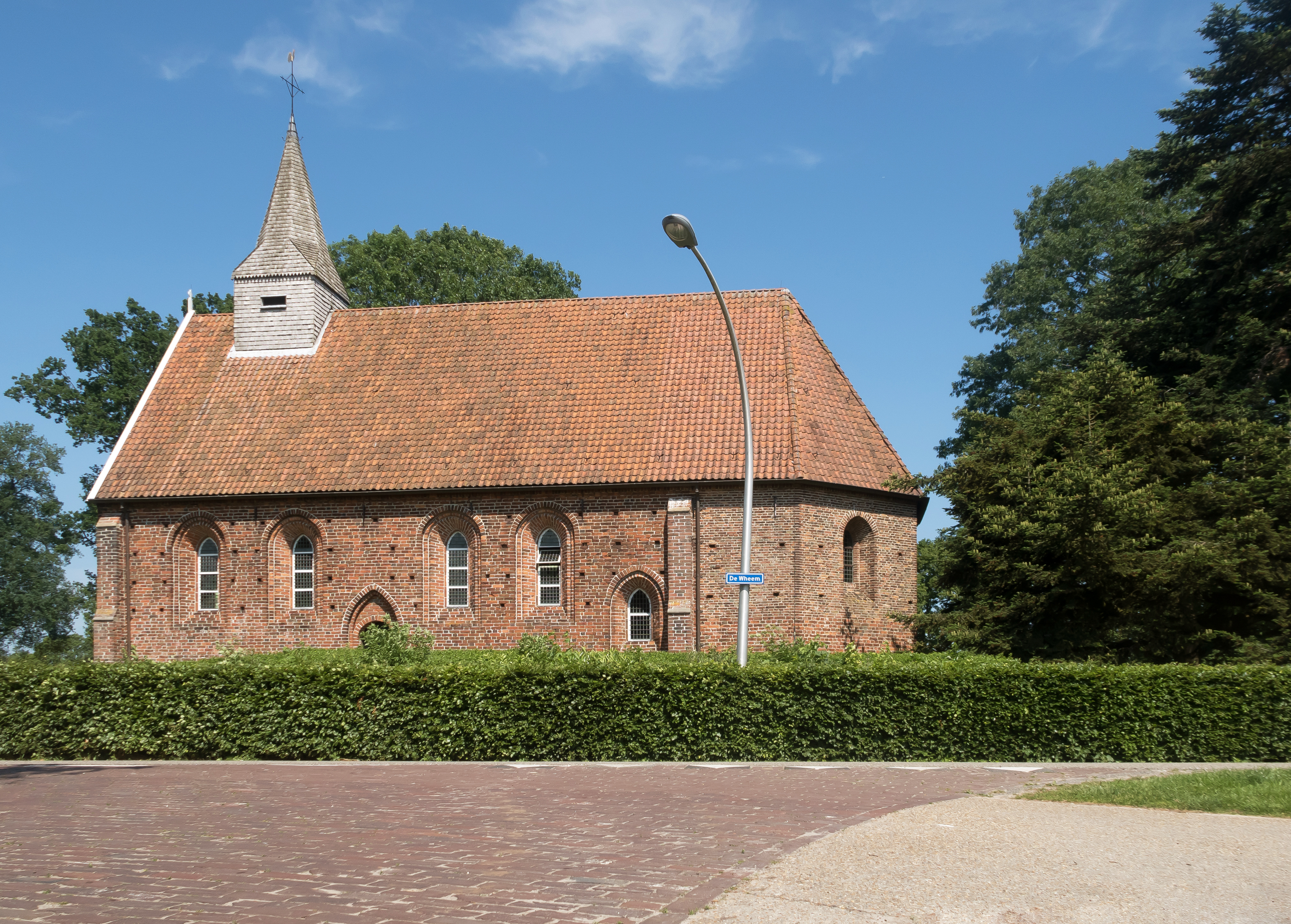
Hervormde kerk aan de Wheem 10